# Rodzina (film 1987)
Rodzina (wł. La famiglia) – włosko-francuski dramat filmowy z 1987 roku w reżyserii Ettorego Scoli, który także współtworzył scenariusz obok Ruggero Maccari i Furio Scarpelli. 
Światowa premiera odbyła się 22 stycznia 1987 roku. W rolach głównych wystąpili Vittorio Gassman, Stefania Sandrelli, Fanny Ardant, Andrea Occhipinti, Sergio Castellitto oraz Philippe Noiret. Muzykę do filmu skomponował Armando Trovajoli.
Zdjęcia do filmu powstawały od 9 czerwca do września 1986 roku.
Film zdobył wiele nagród, w tym aż pięć nagród David di Donatello w kategorii "Najlepszy film", "Najlepszy aktor" Vittorio Gassman, "Najlepszy reżyser" Ettore Scola, "Najlepszy montaż" Francesco Malvestito i "Najlepszy scenariusz" Ettore Scola, Furio Scarpelli, Ruggero Maccari. Zdobył także nominację do Oscara za najlepszy film nieanglojęzyczny oraz brał udział w konkursie głównym o nagrodę Złotej Palmy na 40. MFF w Cannes.

## Fabuła
Film przedstawia historię pewnej włoskiej rodziny, widzianej oczami emerytowanego profesora Carlo (Vittorio Gassman). Wspomina wczesne dzieje rodziny aż do lat 80. XX wieku, poprzez I i II wojnę światową, przewrót gospodarczy Akcja w filmie dzieje się w jednym miejscu, mieszkaniu Carlo. 

## Obsada
- Vittorio Gassman jako Carlo
- Stefania Sandrelli jako Beatrice
- Andrea Occhipinti jako młody Carlo
- Fanny Ardant jako Adriana
- Philippe Noiret jako Jean Luc
- Carlo Dapporto jako Giulio
- Sergio Castellitto jako Carletto
- Ricky Tognazzi jako Paolino
- Ottavia Piccolo jako Adelina
- Athina Cenci jako ciotka Margherita
- Cecilia Dazzi jako Beatrice
- Jo Champa jako młoda Adriana
- Dagmar Lassander jako Marika